# Смаржинцы
Смаржинцы (укр. Смаржинці) — село на Украине, находится в Погребищенском районе Винницкой области.
Код КОАТУУ — 0523481003. Население по переписи 2001 года составляет 257 человек. Почтовый индекс — 22215. Телефонный код — 4346.
Занимает площадь 0,98 км².

## Адрес местного совета
22215, Винницкая область, Погребищенский р-н, с. Белашки, ул. Октябрьская, 36